# Ta Prohm

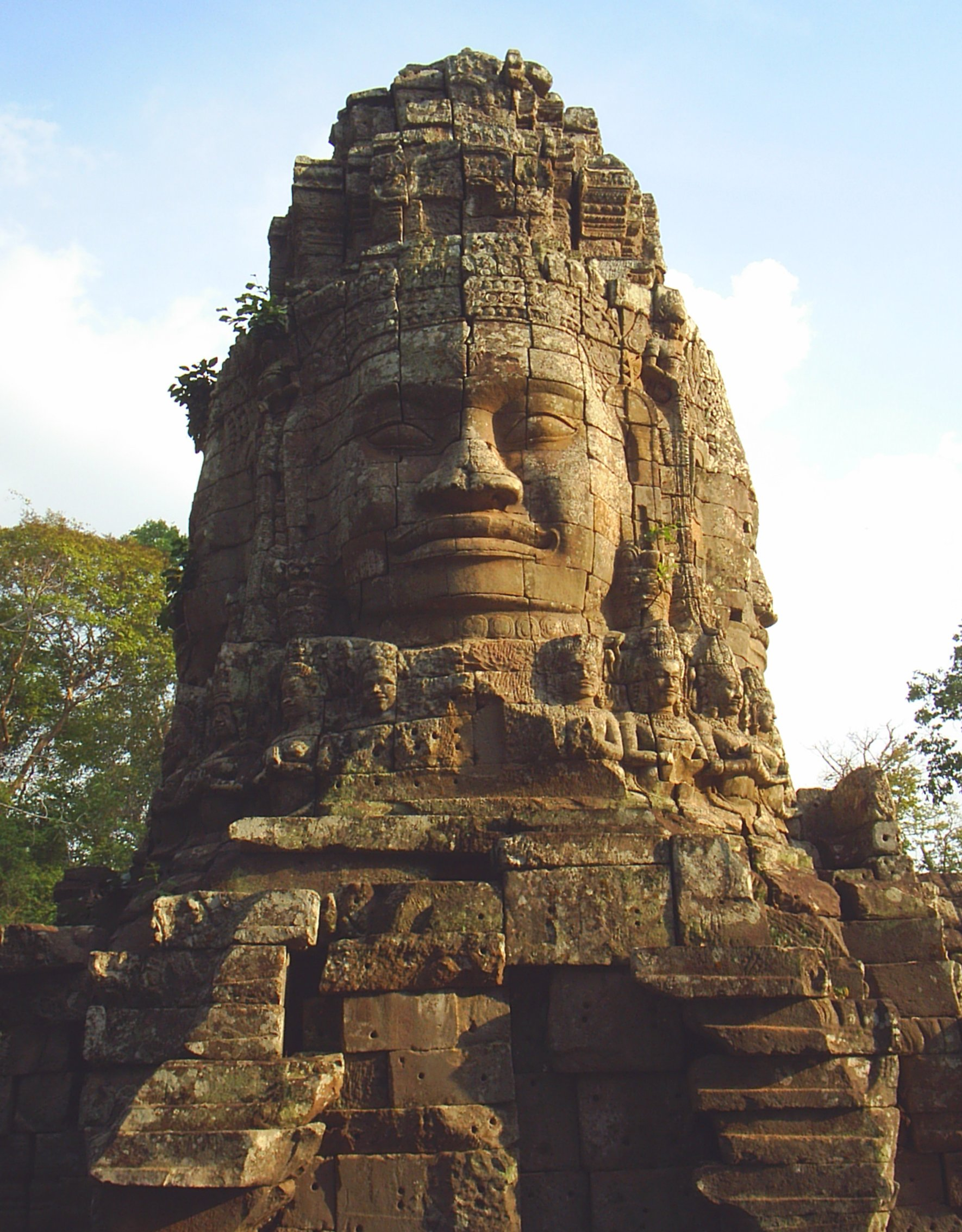
Westl. Gopuram (Zugangstor mit Turm)

Der Gebäudekomplex Ta Prohm ist eine aufgegebene Tempelanlage in Kambodscha bestehend aus Tempel, Kloster, weiteren kleineren Gebäuden und der umgebenden Mauer mit Ecktürmen und Gopurams (Eingangspavillons). Sie liegt etwa zwei Kilometer nordöstlich von Angkor Wat, dem bekanntesten und größten Tempel im Gebiet von Angkor.

## Geschichte und religiöse Bedeutung

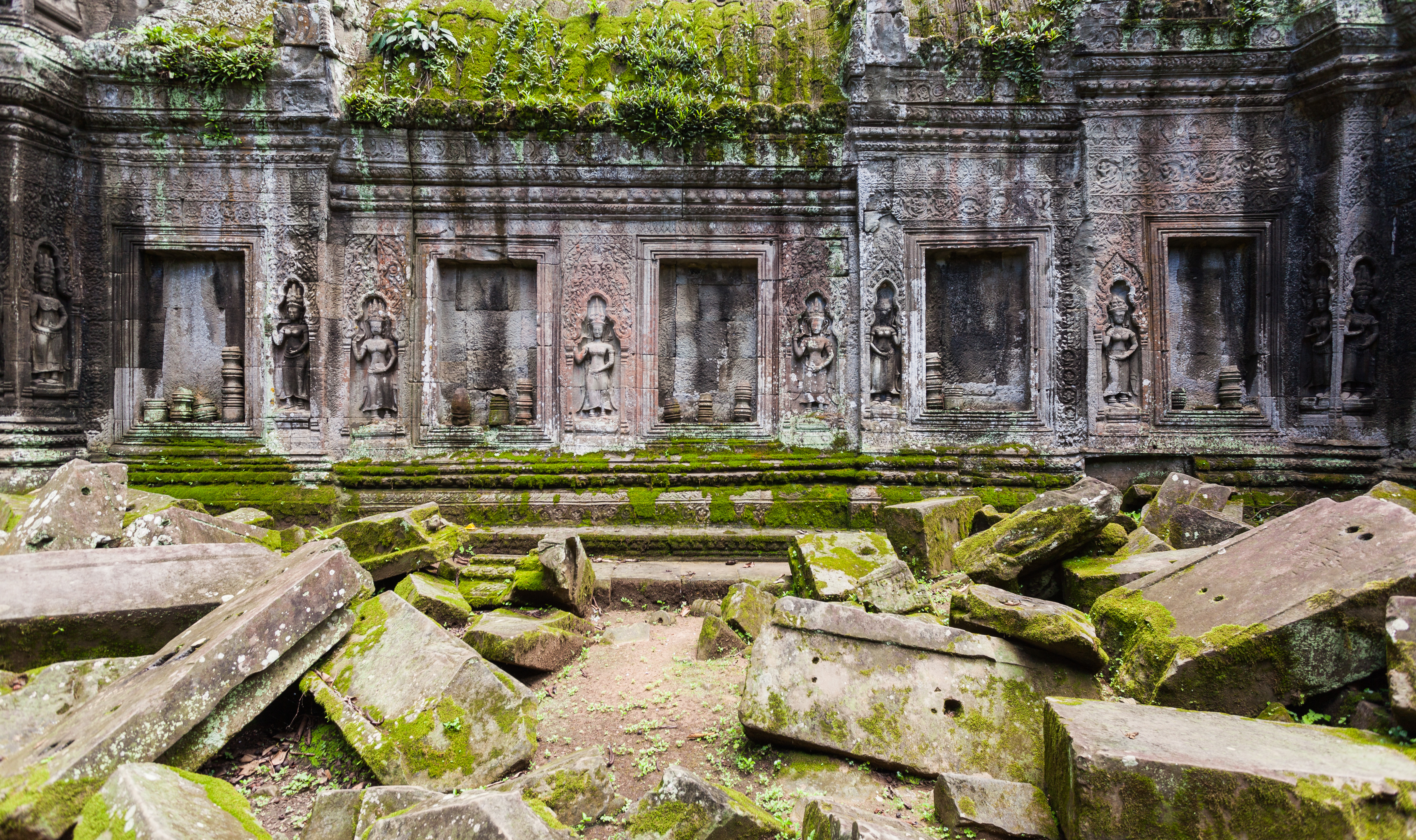
Ein Seitenhof im Inneren

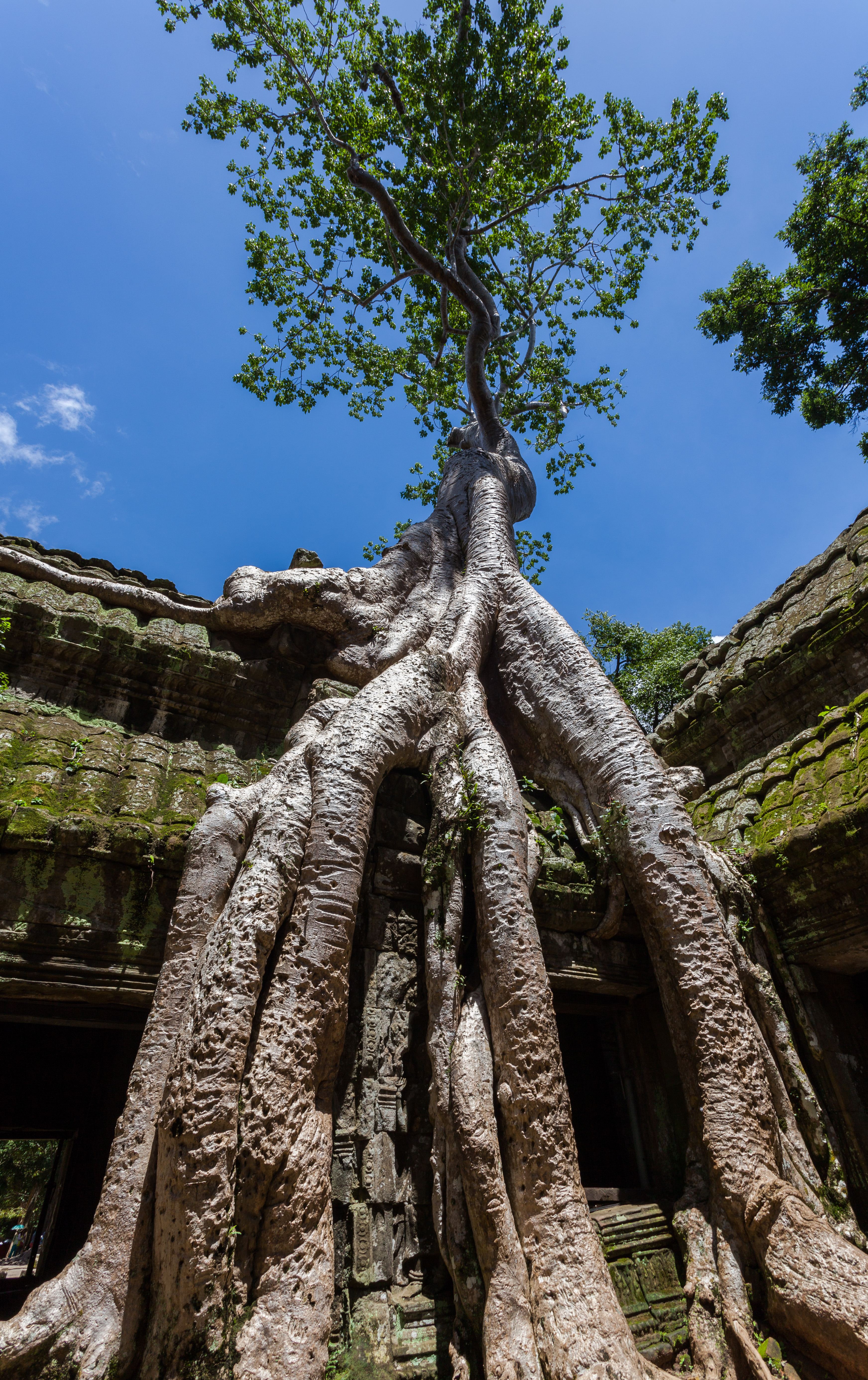
Tetrameles nudiflora auf einem Seitenflügel eines Gebäudes

Errichtet wurde Ta Prohm vom späten 12. bis hinein ins 13. Jahrhundert unter der Regentschaft von König Jayavarman VII. Spätere Erweiterungen erfolgten unter König Indravarman II. Der ursprüngliche Name lautete „Rajavihara“ (Sanskrit), was auch die Verwendung bezeichnete: das königliche Kloster. Obwohl Jayavarman VII. und auch seine Mutter, der er die Anlage widmete, Buddhisten waren, findet sich in Ta Prohm eine Vielzahl von Reliefs mit Darstellungen aus der hinduistischen Mythologie (Krishna, Vishnu, aus dem Ramayana u. a.). Nach der Fertigstellung wurden in den Heiligtümern 260 Götter und Göttinnen verehrt. Die Weihung des Tempels erfolgte 1186 zu Ehren von Prajnaparamita, dem buddhistischen Konzept der „Perfektion der Weisheit“. Wie viele der Tempelanlagen in Angkor ist Ta Prohm damit ein Beispiel für den Synkretismus der damaligen Khmer-Bevölkerung.
Eine bemerkenswerte Darstellung zeigt den Aufbruch von Siddhartha Gautama, dem zukünftigen Buddha, aus dem Haus seiner Eltern und seiner Heimatstadt. Er reitet auf einem Pferd, wobei viele Götter dessen Beine tragen, um den Lärm der Hufe zu dämpfen, so dass Gautama unbemerkt seine Suche beginnen kann.

## Architektur

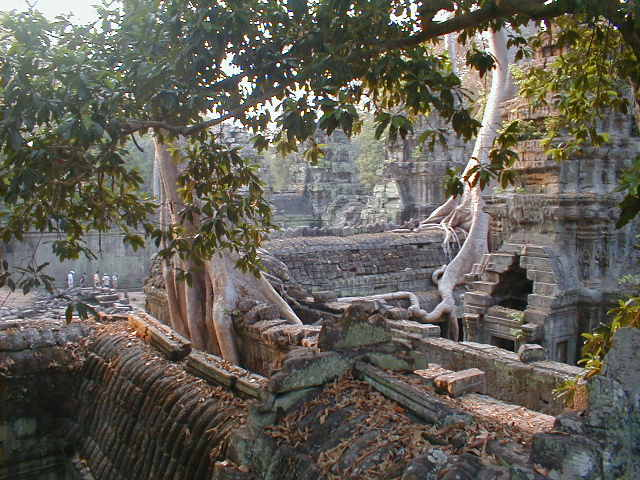
Der innere Bereich der Anlage

Die äußere Begrenzungsmauer der Anlage umschließt ein Gebiet von etwa 60 Hektar, wovon der Tempel und die ihn umgebenden Gebäude nur einen Hektar einnehmen. Jenseits der äußeren Mauer befanden sich rund 3.140 Dörfer mit insgesamt 80.000 Bewohnern. Auf dem Gelände selbst lebten vor allem Mönche. Eine Tempelinschrift gibt ihre Zahl mit 12.640 an.
Wie überall in Angkor waren aus Stein gebaute Gebäude religiösen Zwecken vorbehalten. Die Menschen, auch der König, lebten in Häusern aus Holz. Das ist auch der Grund, weshalb nur die Tempelanlagen die Jahrhunderte überstanden, während alle weltlichen Gebäude dem tropisch-feuchten Klima zum Opfer fielen.
Ta Prohm wurde im frühen Bayon-Stil errichtet, dessen auffälligstes Merkmal Türme mit oft mehrere Meter hohen Gesichtern des Bodhisattva Lokeshvara sind.

## Ruinen und Würgefeigen

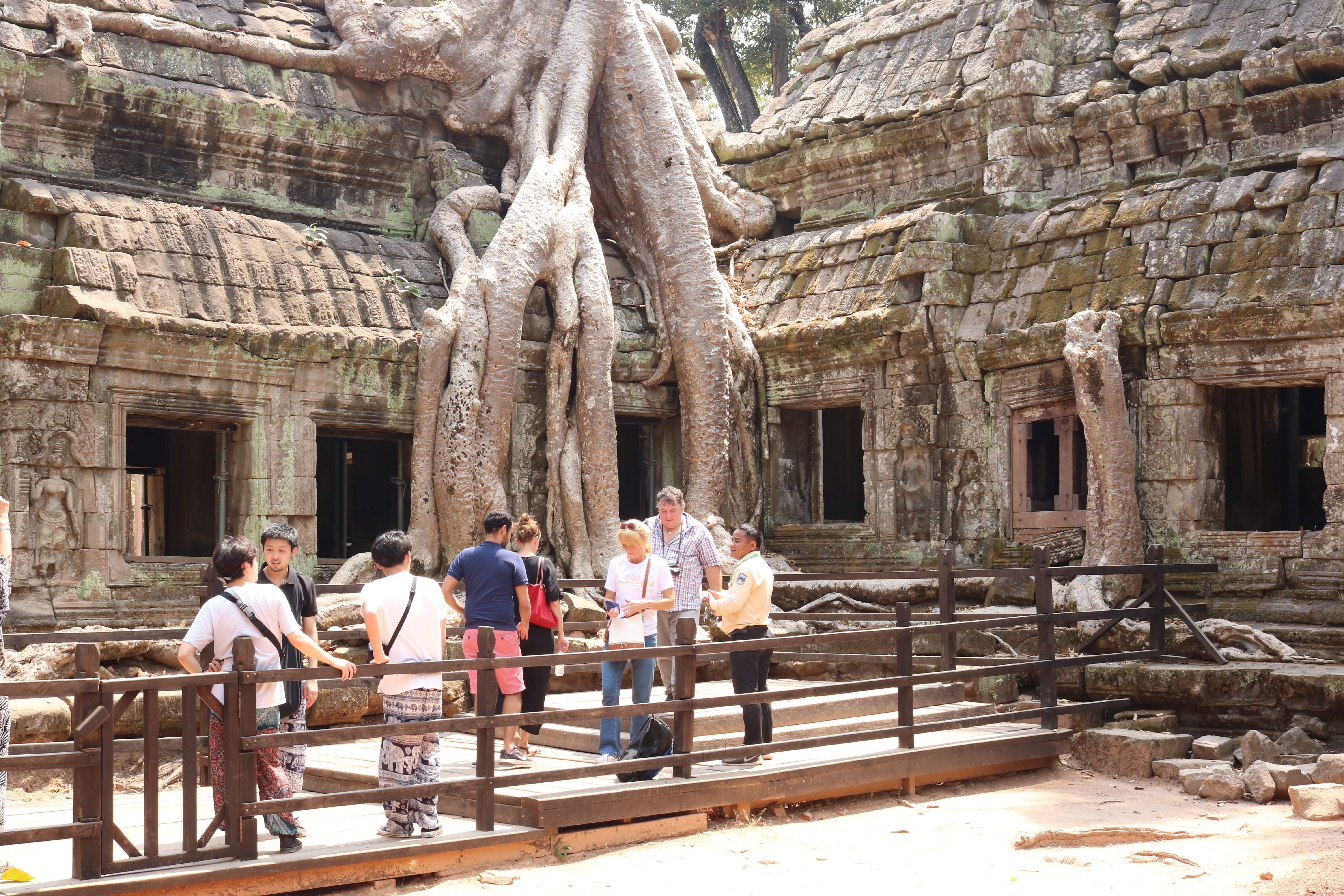
Ta Prohm (2019)

Eine besondere Stellung unter den Tempelanlagen von Angkor und in den Plänen von Besuchern nimmt Ta Prohm wegen des halbverfallenen Zustandes ein. Die Restauratoren und Architekten der École française d’Extrême-Orient (EFEO), die ersten, die in der Neuzeit begannen, die Tempel zu restaurieren, beschlossen, einen Tempel in dem Zustand zu belassen, in dem sie ihn vorfanden. Die Wahl fiel auf Ta Prohm. Die Vegetation und die herabgefallenen Mauersteine wurden nur soweit entfernt und gesichert, dass es Besuchern möglich ist, die Anlage zu begehen. Besonders eindrucksvoll sind die Würgefeigen (Ficus virens) und die noch größeren Tetrameles nudiflora, deren Wurzeln ganze Gebäude überwachsen.

## Sonstiges
Die Ruinen dienten als Kulisse für den Film Lara Croft: Tomb Raider.

Bilder von Ta Prohm
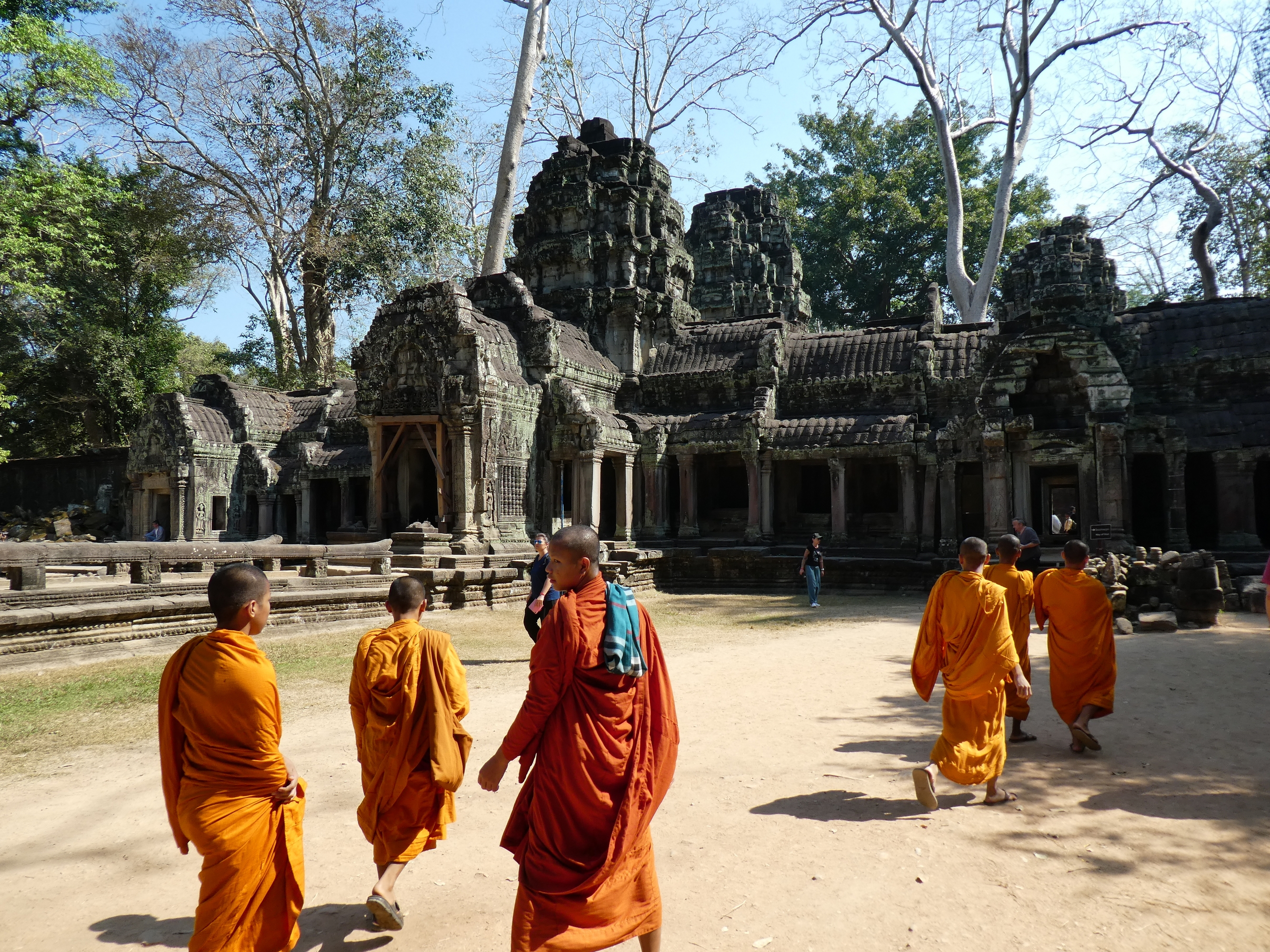
Mönche im Tempel Ta Prohm
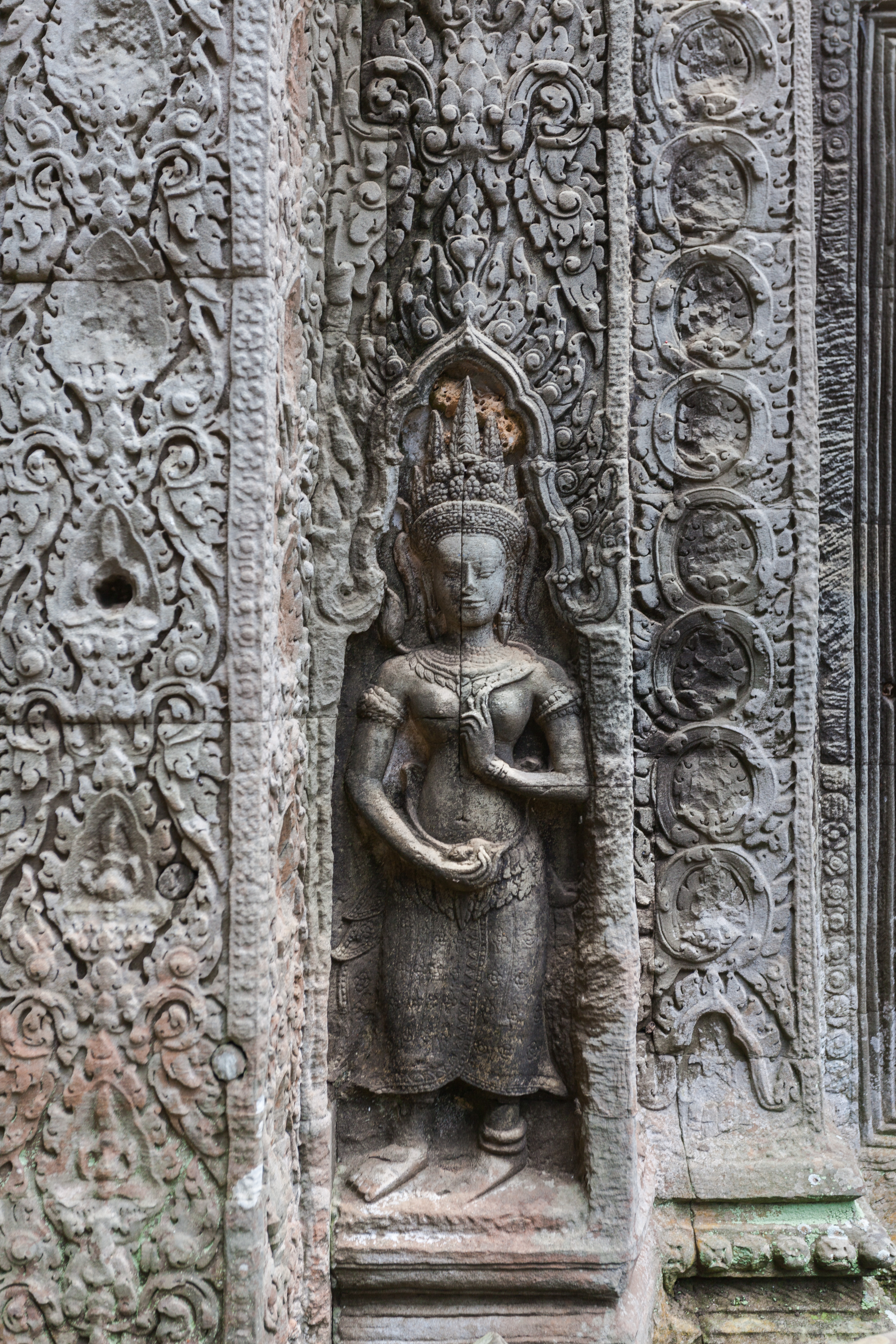
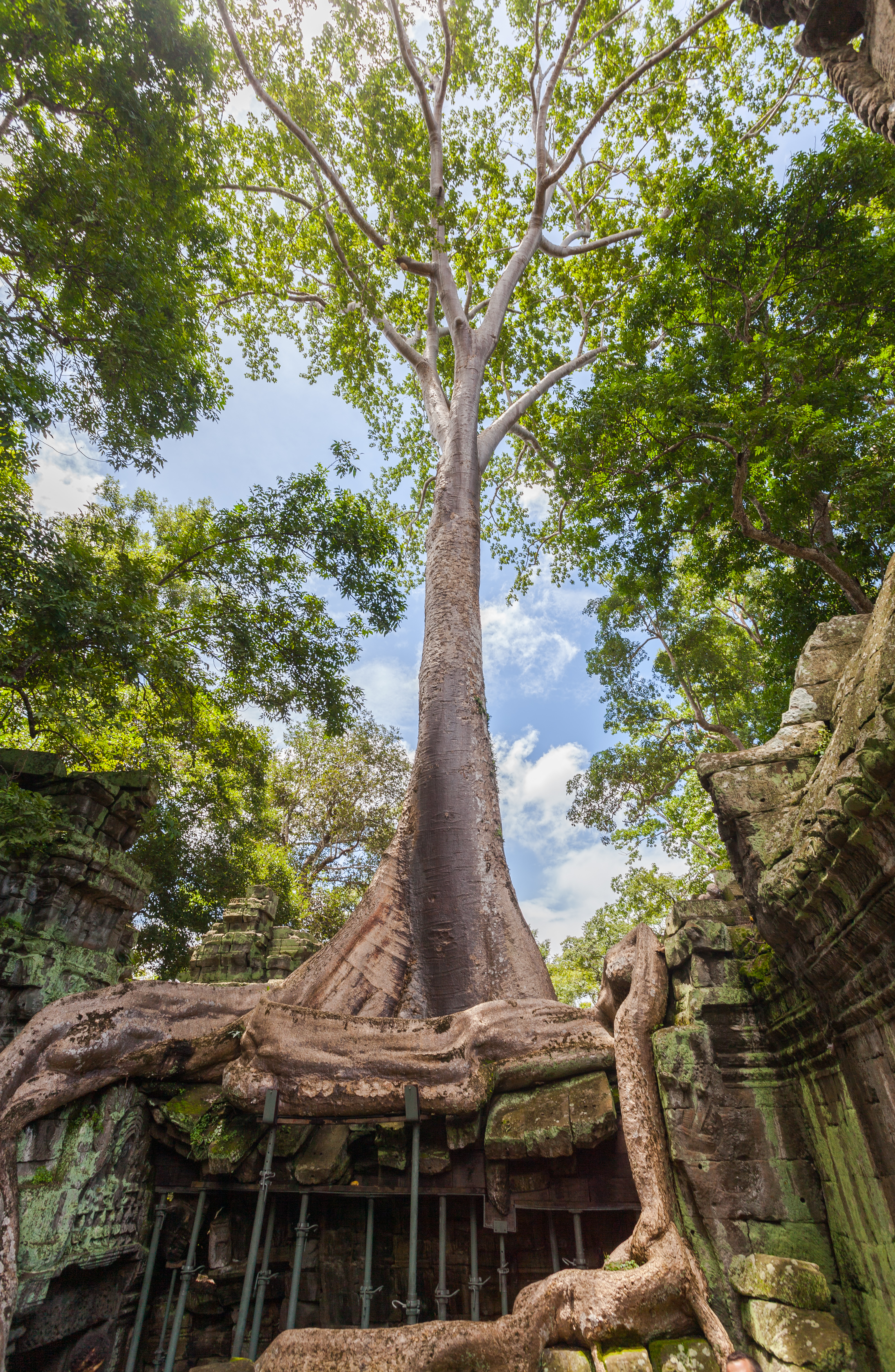
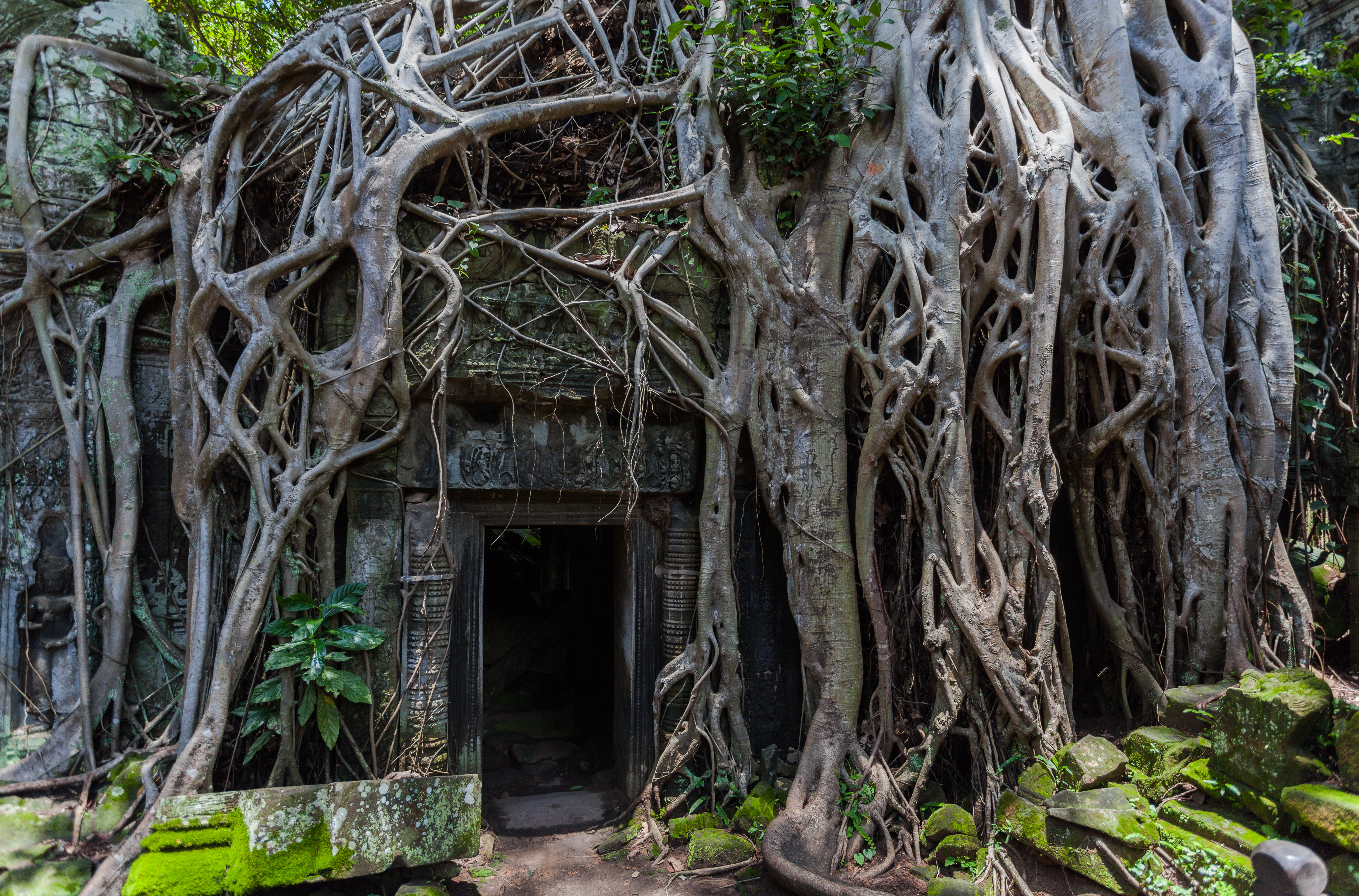
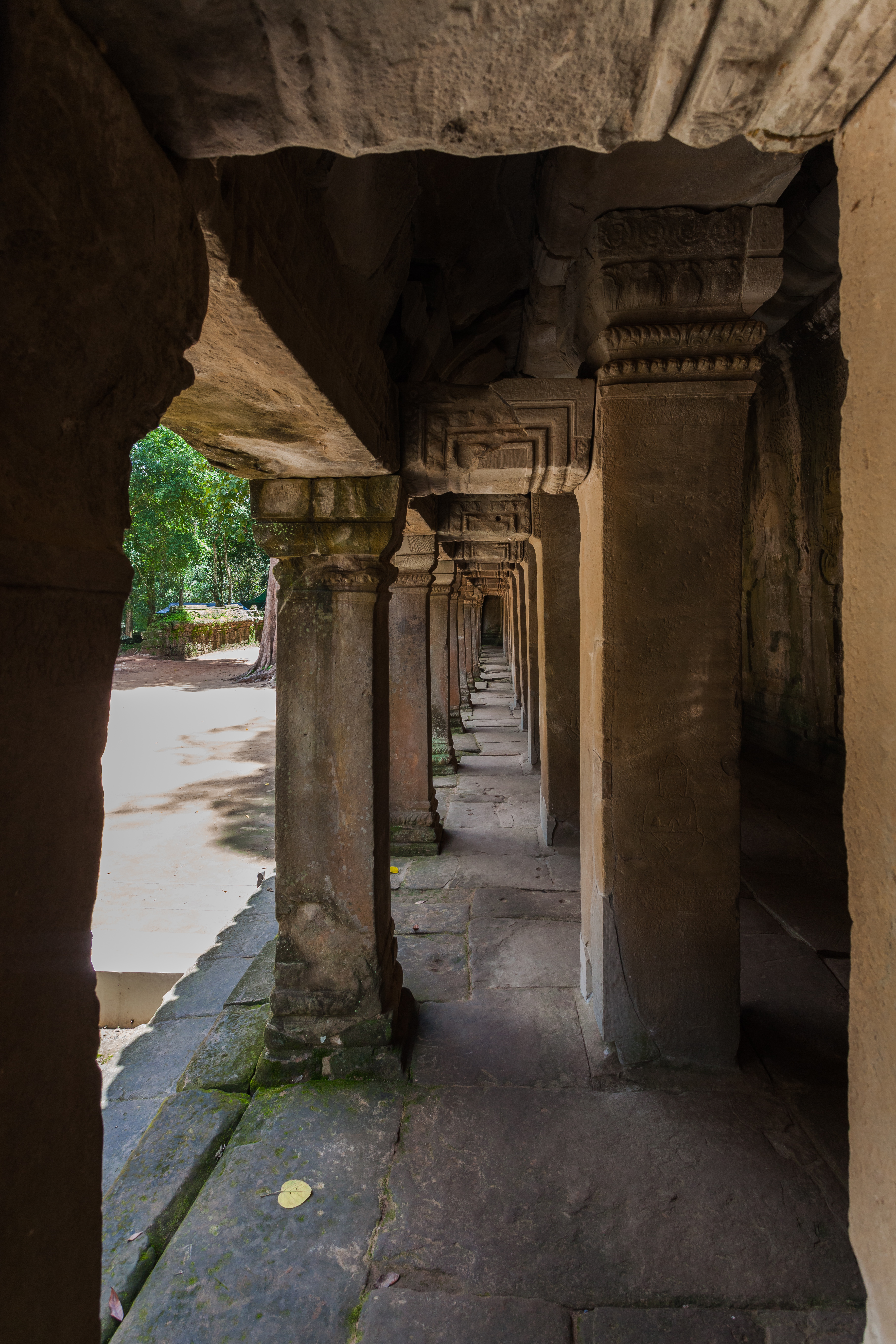
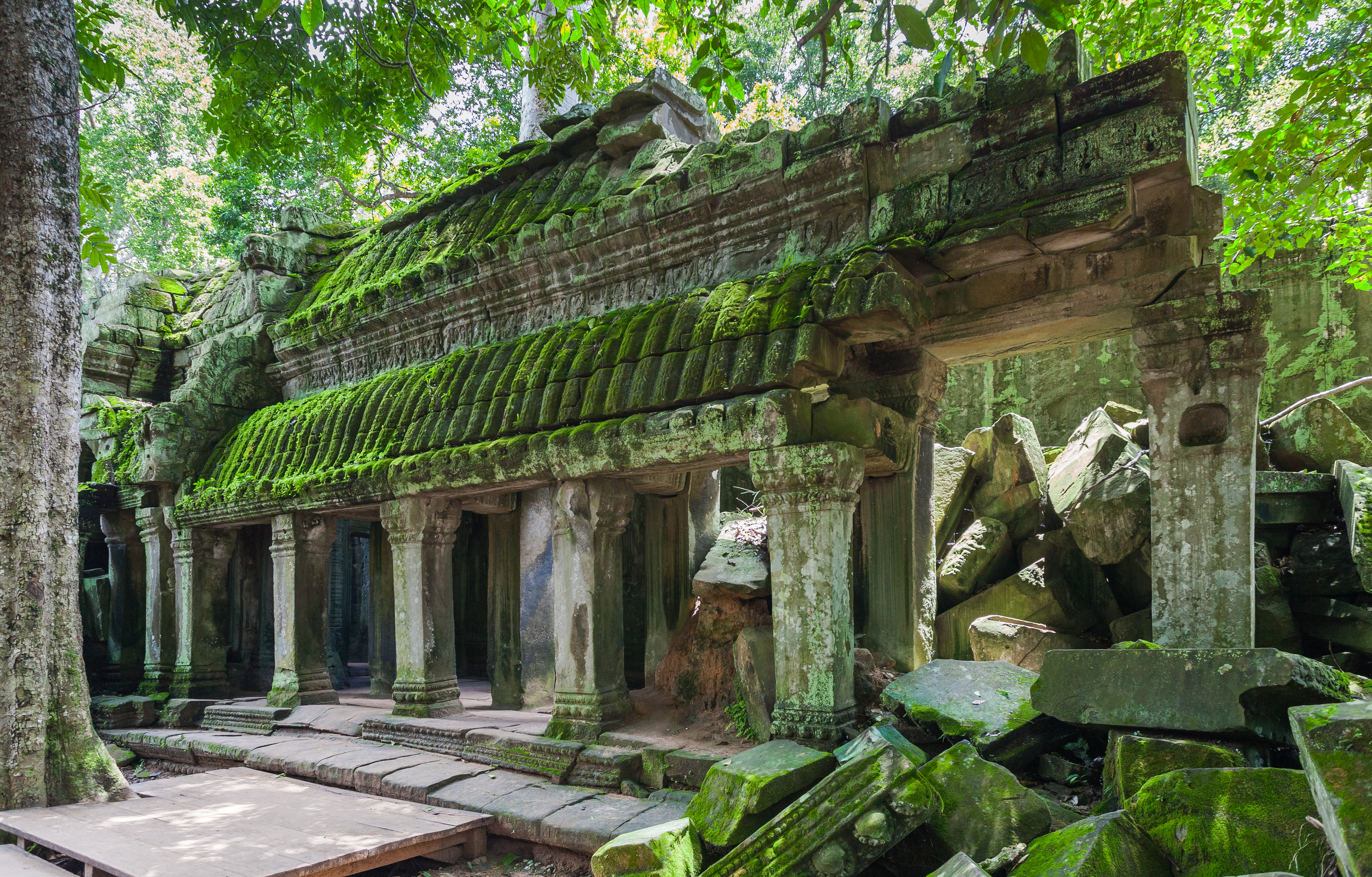
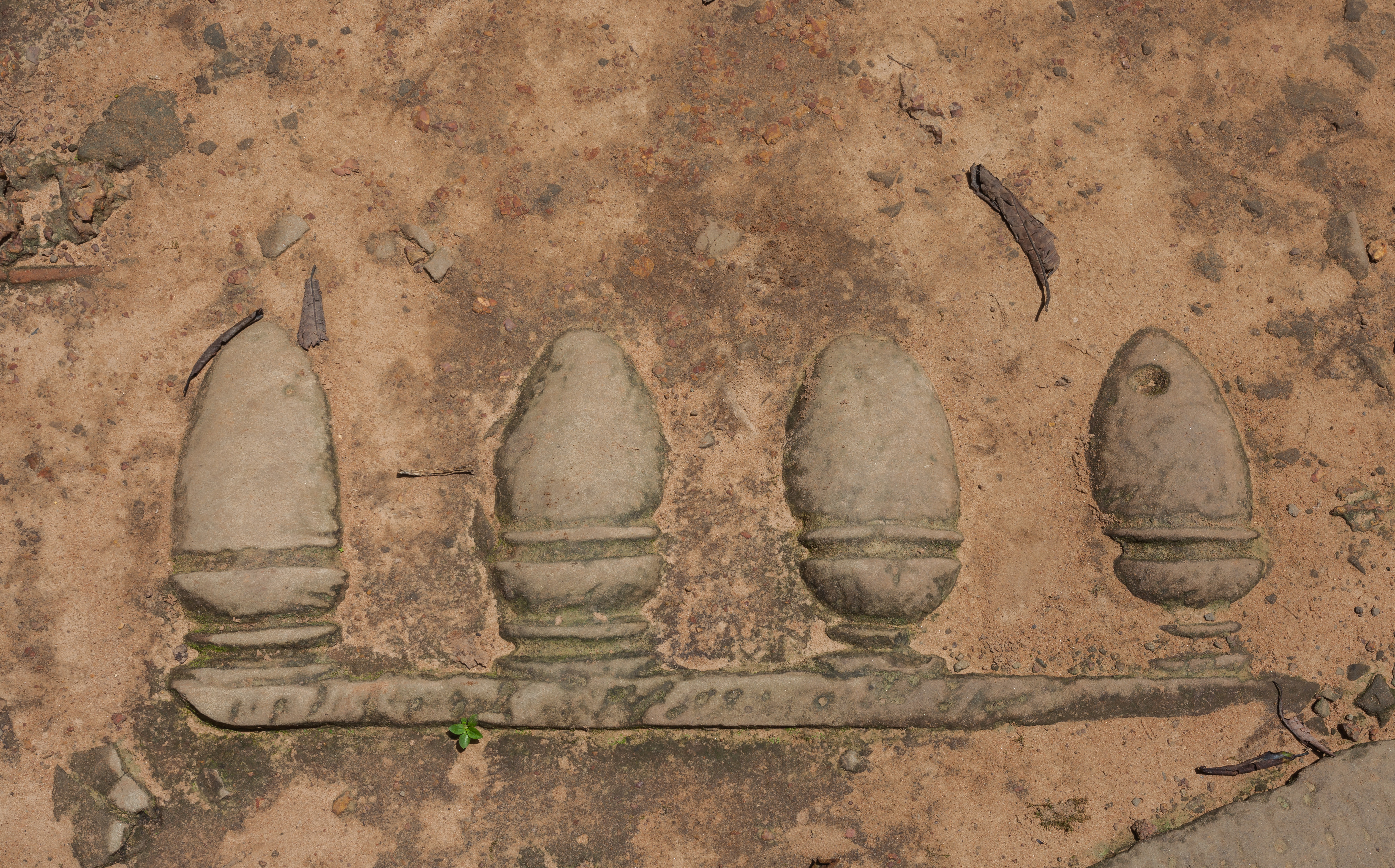
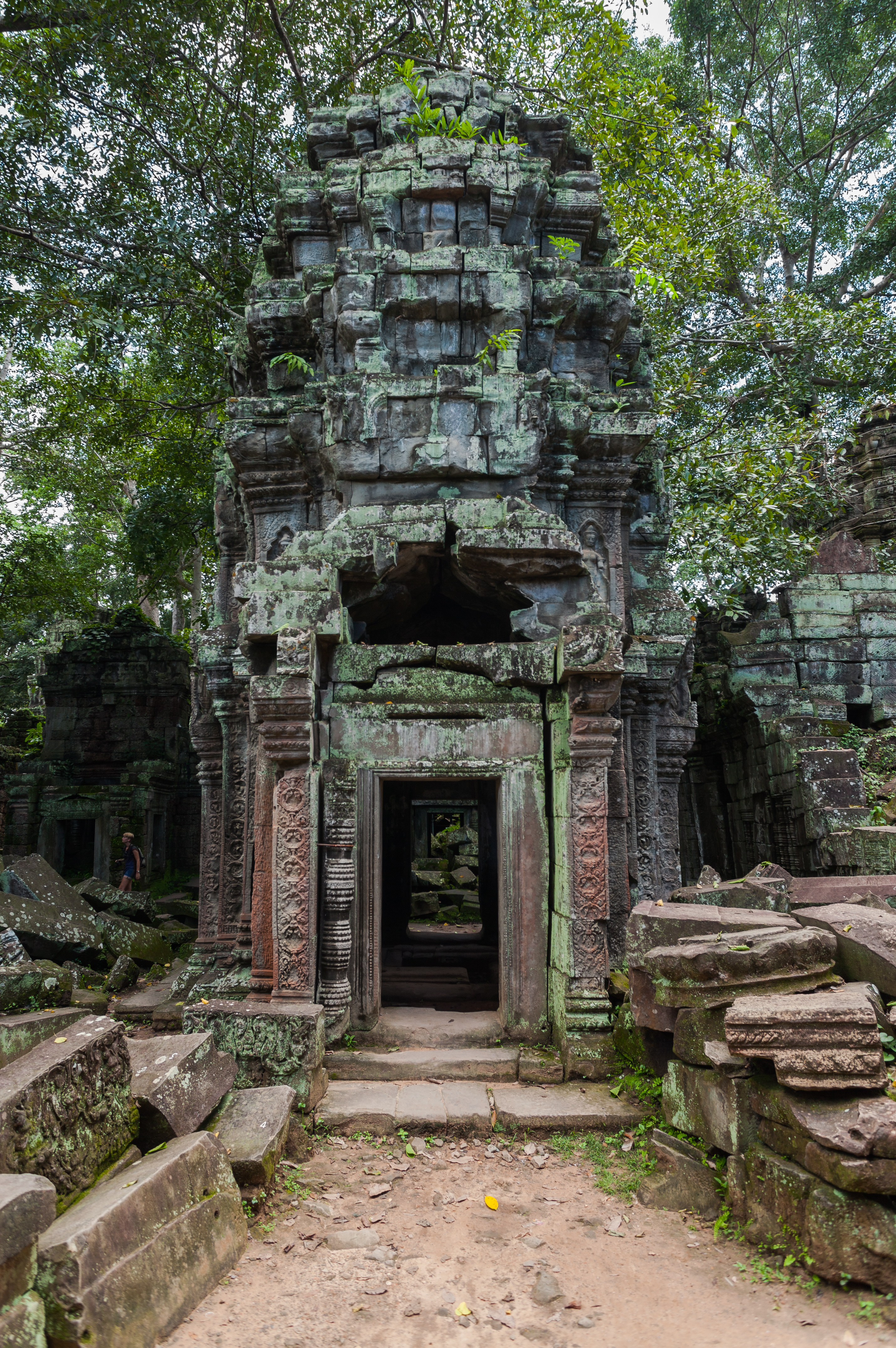
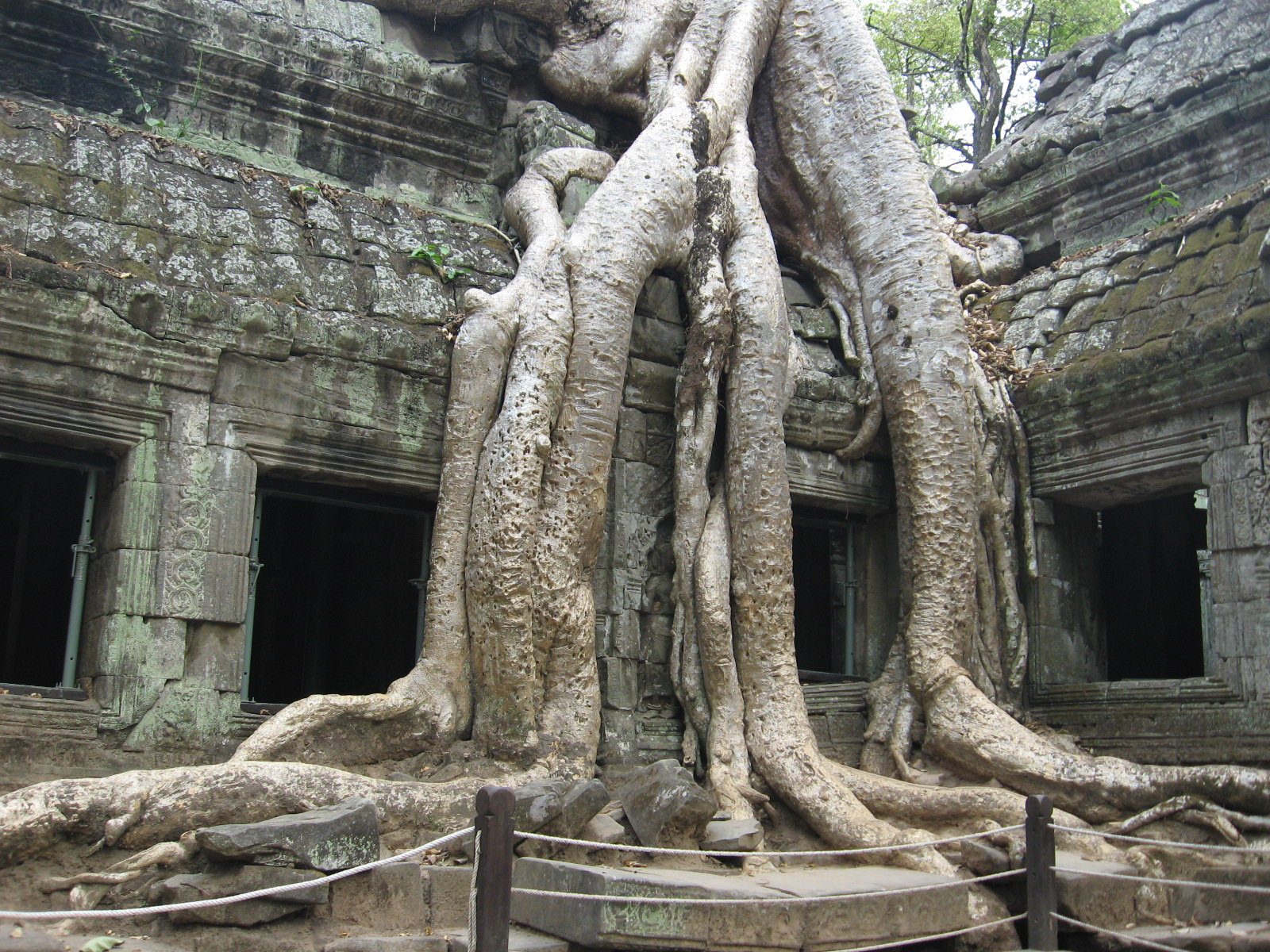